# Grunajki
Grunajki (Duits: Gruneyken; 1938-1945: Gruneiken) is een plaats in het Poolse woiwodschap Ermland-Mazurië. De plaats maakt deel uit van de landgemeente Banie Mazurskie.